# Hisashi Eguchi
Hisashi Eguchi (江口寿史, Eguchi Hisashi, nascut el 29 de març de 1956) és un artista manga japonès. Va fer el seu debut professional amb Susume!! Pirates a l'antologia manga Weekly Shonen Jump en 1977. Altres treballs notables són Stop! Hibari-kun i, més recentment, la sèrie de gags Charamono. Eguchi se casà amb l'ídol japonesa Mizutani Mari en 1990.